# نادي هجر موسم 2019–20
شاركَ نادي هجر في دوري الدرجة الثانية السعودي 2019–20 حيثُ خاض 22 مباراةً نجحَ خلالها في حصدِ 54 نقطة وهو ما مكّنه من احتلالِ المركز الأول في جدول ترتيب الدوري وبالتالي العودة لدوري الدرجة الأولى الذي غادرهُ الموسم الماضي بعدما حلَّ أخيرًا في ترتيبِ الدوري.

## نظرة عامّة
| المنافسة                    | أول مباراة                  | آخر مباراة           | الدور الافتتاحي | المركز النهائي | السجل | السجل | السجل | السجل | السجل | السجل | السجل | السجل   |
| المنافسة                    | أول مباراة                  | آخر مباراة           | الدور الافتتاحي | المركز النهائي | لعب   | ف     | ت     | خ     | له    | عليه  | ف.أ.  | الفوز % |
| --------------------------- | --------------------------- | -------------------- | --------------- | -------------- | ----- | ----- | ----- | ----- | ----- | ----- | ----- | ------- |
| دوري الدرجة الثانية السعودي | 11 تشرين الثاني/أكتوبر 2019 | 03 أيلول/سبتمبر 2020 | الجولة الأولى   | المركز الأول   | 22    | 16    | 6     | 0     | 42    | 8     | +34   | 072٫73  |
| كأس خادم الحرمين الشريفين   | –                           | –                    | –               | –              | 0     | 0     | 0     | 0     | 0     | 0     | +0    | —       |
| المجموع                     | المجموع                     | المجموع              | المجموع         | المجموع        | 22    | 16    | 6     | 0     | 42    | 8     | +34   | 072٫73  |

آخر تحديث: نهاية الموسم
المصدر: المنافسات

### حصيلة النتائج
| الفريق ╲ الجولة | 1 | 2 | 3 | 4 | 5 | 6 | 7 | 8 | 9 | 10 | 11 | 12 | 13 | 14 | 15 | 16 | 17 | 18 | 19 | 20 | 21 | 22 |
| --------------- | - | - | - | - | - | - | - | - | - | -- | -- | -- | -- | -- | -- | -- | -- | -- | -- | -- | -- | -- |
| نادي هجر        | W | D | W | W | W | W | D | W | W | W  | W  | W  | D  | W  | W  | W  | W  | D  | W  | D  | D  | W  |

### ملخص النتائج
| شامل | شامل | شامل | شامل | شامل | شامل | شامل | شامل | على أرضه | على أرضه | على أرضه | على أرضه | على أرضه | على أرضه | خارج أرضه | خارج أرضه | خارج أرضه | خارج أرضه | خارج أرضه | خارج أرضه |
| لعب  | ف    | ت    | خ    | أ.ل  | أ.ع  | ف.أ  | ن    | ف        | ت        | خ        | أ.ل      | أ.ع      | ف.أ      | ف         | ت         | خ         | أ.ل       | أ.ع       | ف.أ       |
| ---- | ---- | ---- | ---- | ---- | ---- | ---- | ---- | -------- | -------- | -------- | -------- | -------- | -------- | --------- | --------- | --------- | --------- | --------- | --------- |
| 22   | 16   | 6    | 0    | 42   | 8    | +34  | 54   | 9        | 2        | 0        | 26       | 3        | +23      | 7         | 4         | 0         | 16        | 5         | +11       |

## الدوري

### معلومات عامّة
النصف الأول
بدأ نادي هجر موسمهِ في دوري الدرجة الثانيّة بقوة وعينهُ على الفوزِ بلقب الدوري أو احتلال المركز الثاني على الأقل والعودة لدوري الدرجة الأولى. كانت الجولة الافتتاحيّة للنادي الأحسائي في مدينة رابغ في الحادي عشر من تشرين الأول/أكتوبر 2019 حيثُ واجهَ نادي الانتصار هناك ووتفوّف عليهِ بثلاثية نظيفة جامعًا أول ثلاث نقاطٍ في الدوري. استقبلَ هجر في الجولة الثانيّة نادي الروضة الأحسائي الآخر على ملعب الأمير عبد الله بن جلوي وذلك في السابع عشر من تشرين الأول/أكتوبر وانتهت المباراة بالتعادلِ الإيجابيَ هدفٌ في كلّ شبكة. استضاف هجر في الجولة الثالثة نادي السد وفاز عليهِ في الأحساء بهدفين مُقابل واحد مواصلًا بذلك سلسلة نتائجه الإيجابيّة. سافرَ هجر في الجولة الرابعة إلى تبوك حيثُ واجه هناك نادي الصقور وعاد بالنقاط الثلاثة بعد فوزٍ دراماتيكي بهدفٍ قاتلٍ في اللحظات الأخيرة.
تمكّن هجر في الجولة الخامسة والتي لُعبت في الرابع عشر من تشرين الثاني/نوفمبر 2019 من تحقيقِ انتصارٍ هو الرابع له في الدوري وجاء ذلك أمامَ نادي الجبيل بهدفٍ نظيفٍ أيضًا. واصل الفريق الأحسائي بدايتهُ القويّة جدًا ففازَ على نادي الأخدود في ملعبِ هذا الأخير بثلاثة أهدافٍ مقابل واحد، لكنّه تعثَّر في الجولة السابعة حينما سقطَ في فخّ التعادل السلبي أمام نادي الساحل في ملعب الأمير عبد الله بن جلوي، ثمّ عاد سريعًا لسكّة الانتصارات حينما هزمَ نادي عفيف في عفيف بهدفينِ نظيفين.
نفس نتيجةُ الجولة الثامنة تكرّرت في التاسعة حينما فازَ هجر على نادي وج، ثمّ أعقبها انتصارٌ هو الثالث على التوالي وكان أمامَ نادي الجندل بثلاثية نظيفة. واصلَ النادي الأحسائي زعامتهُ لجدول الترتيب بدون خسارة بعدما تمكّن في السابع عشر من كانون الثاني/يناير 2020 من تحقيقِ انتصارٍ مهمٍ على نادي الوشم بهدفين نظيفين لحسابِ مباريات الجولة الحادية عشر.
ختمَ هجر النصف الأول من الدوري وهو في الصدارة بـ 29 نقطة من أصلِ 33 ممكنة (ضيّع 4 نقاطٍ فقط) وذلك بعدما حقَّق الفوز في 11 مباراة كاملة وتعادل في اثنتين بينما لم يُهزم في أيّ مباراة.
النصف الثاني
واصل هجر سلسلة نتائجهِ الإيجابيّة جدًا فتمكّن في أول جولةٍ في النصفِ الثاني من الدوري من تحقيقِ انتصارٍ مهمٍ على نادي الانتصار في الأحساء ليكون بذلك هذا الانتصار هو الانتصار الخامس تواليًا له في الدوري. كان يأملُ هجر في مواصلةِ سلسلة انتصاراتهِ هذه لكنّه اصطدم في الجولة الثالثة عشر بخصمٍ قويٍّ اسمهُ نادي الروضة الذي يُشارك هو الآخر نادي هجر مدينة الأحساء. أُقيمت المباراة في ملعب الأمير عبد الله بن جلوي الذي يعرفهُ لاعبو نادي هجر جيدًا وانتهت بالتعادل الإيجابي هدف لمثله. عاد هجر سريعًا لسكّة الانتصارات فتمكَّن في الجولة الرابعة عشر من اكتساحِ نادي السد السعودي في مدينة نعدان بخماسية نظيفة، ثمّ تلاها انتصارٌ آخر في الثالث عشر من شباط/فبراير 2020 على حسابِ نادي الصقور برباعيّة نظيفة لحسابِ مباريات الجولة الخامسة عشر.
واصلَ النادي الأحسائي استفاقتهُ القويّة محرزًا انتصارًا هو الثالث تواليًا وكان هذه المرّة أمام نادي الجبيل بهدفٍ نظيف، وتكرّرت نفس النتيجة في الجولة السابعة عشر حينما كرّر هجر انتصارهُ على الأخدود بعدما كان قد فازَ عليهِ ذهابًا أيضًا. كُسرت سلسلة انتصارات هجر في السادس عشر من آذار/مارس حينما سقطَ في فخّ التعادل من جديدٍ أمام نادي الساحل الوصيف والذي كان يُقدّم هو الآخر عروضًا جيّدة وظلّ يُطارد الشيخ الحجراوي (وهو لقبٌ يشتهر به نادي هجر) من بدايةِ الدوري وحتى نهايته. استفاقَ هجر سريعًا من كبوة الجولة الماضيّة حينما سحقَ في الجولة التاسعة عشر نادي عفيف برباعيّة نظيفة.
بدأ فيروس كورونا في الظهورِ في السعوديّة فكثرت الأقاويل حينها عن تأجيل الدوري وربما إلغائه. آخر مباراةٍ لعبها نادي هجر قبل التوقّف لنصف العام تقريبًا كانت في الواحد والثلاثين من آذار/مارس أمام وج وانتهت بالتعادل الإيجابي (1 – 1). بعد توقّفٍ دام 6 أشهر، عاد نادي هجر لاستكمال ما تبقّى من الدوري علمًا أنه كان قد حسم مسألة التأهل من قبل. تعادلَ الفريق الأحسائي بهدف لمثله أيضًا أمام الجندل في ملعب نادي العروبة، واختتَم مشوراهُ في الدوري بانتصارٍ على الوشم في الجولة الأخيرة في الأحساء حاسمًا البطولة لصالحه.
خاض هجر 11 جولة ضمن مباريات النصف الثاني من الدوري، وتمكّن من تحقيقِ الانتصار في سبعِ مبارياتٍ بينما تعادل في خمسة حاصدًا بذلك 26 نقطة من أصلِ 33 ممكنة.

### قائمة المباريات
جدول الترتيب
خاض نادي هجر 22 مباراة في إطارِ المباريات التي بُرمجت ضمن المجموعة أ. حقَّق هجر 54 نقطة كاملة جمعها من 16 انتصارًا و6 تعادلات بينما لم يُهزم في أيّ مباراة. تمكَّن هجر كذلك في تسجيلِ 42 هدفًا (بمعدل 1.9 في كلّ مباراة) بينما استقبل 8 أهداف فقط (بمعدل 0.36 في كلّ مباراة). حلَّ خلف النادي الأحسائي نادي الساحل الذي حصدَ 46 نقطة من 12 فوزًا و10 تعادلات و0 هزائم كذلك وذلك بفارقِ 8 نقاطٍ عن هجر المتصدّر.
| المركز | النادي  | لعب | فاز | تعادل | خسر | له | عليه | فارق | النقاط | تأهل أو هبط                         |
| ------ | ------- | --- | --- | ----- | --- | -- | ---- | ---- | ------ | ----------------------------------- |
| 1      | هجر     | 22  | 16  | 6     | 0   | 42 | 8    | +34  | 54     | تأهل إلى دوري الدرجة الأولى السعودي |
| 2      | الساحل  | 22  | 12  | 10    | 0   | 31 | 15   | +16  | 46     | تأهل إلى دوري الدرجة الأولى السعودي |
| 3      | الأخدود | 26  | 11  | 5     | 6   | 29 | 20   | +9   | 38     |                                     |
| 4      | الجندل  | 26  | 10  | 6     | 6   | 26 | 26   | +0   | 36     |                                     |

قائمة المباريات
هذه قائمةٌ بمباريات نادي هجر في دوري الدرجة الثانيّة (المجموعة أ) موسم 2019–20:
| 11 أكتوبر 2019 1 | الانتصار | 0 – 3 | هجر | رابغ                       |
| 16:00            |          |       |     | الملعب: ملعب نادي الانتصار |

| 17 أكتوبر 2019 2 | هجر | 1 – 1 | الروضة | الأحساء                              |
| 15:00            |     |       |        | الملعب: ملعب الأمير عبد الله بن جلوي |

| 25 أكتوبر 2019 3 | هجر | 2 – 1 | السد | الأحساء                              |
| 14:30            |     |       |      | الملعب: ملعب الأمير عبد الله بن جلوي |

| 01 نوفمبر 2019 4 | الصقور | 0 – 1 | هجر | تبوك                                    |
| 16:00            |        |       |     | الملعب: استاد مدينة الملك خالد الرياضية |

| 14 نوفمبر 2019 5 | هجر | 1 – 0 | الجبيل | الأحساء                              |
| 17:30            |     |       |        | الملعب: ملعب الأمير عبد الله بن جلوي |

| 21 نوفمبر 2019 6 | الأخدود | 2 – 3 | هجر | نجران                     |
| 15:00            |         |       |     | الملعب: ملعب نادي الأخدود |

| 28 نوفمبر 2019 7 | هجر | 0 – 0 | الساحل | الأحساء                              |
| 15:40            |     |       |        | الملعب: ملعب الأمير عبد الله بن جلوي |

| 07 ديسمبر 2019 8 | عفيف | 0 – 2 | هجر | عفيف                   |
| 13:30            |      |       |     | الملعب: ملعب نادي عفيف |

| 13 ديسمبر 2019 9 | هجر | 2 – 0 | وج | الأحساء                              |
| 15:40            |     |       |    | الملعب: ملعب الأمير عبد الله بن جلوي |

| 11 يناير 2020 10 | هجر | 3 – 0 | الجندل | الأحساء                              |
| 17:30            |     |       |        | الملعب: ملعب الأمير عبد الله بن جلوي |

| 17 يناير 2020 11 | الوشم | 0 – 2 | هجر | شقراء                   |
| 16:00            |       |       |     | الملعب: ملعب نادي الوشم |

| 25 يناير 2020 12 | هجر | 2 – 0 | الانتصار | الأحساء                              |
| 15:00            |     |       |          | الملعب: ملعب الأمير عبد الله بن جلوي |

| 01 فبراير 2020 13 | الروضة | 1 – 1 | هجر | الأحساء                              |
| 14:30             |        |       |     | الملعب: ملعب الأمير عبد الله بن جلوي |

| 07 فبراير 2020 14 | السد | 0 – 5 | هجر | نعجان                  |
| 18:30             |      |       |     | الملعب: ملعب نادي السد |

| 13 فبراير 2020 15 | هجر | 4 – 0 | الصقور | الأحساء                              |
| 16:30             |     |       |        | الملعب: ملعب الأمير عبد الله بن جلوي |

| 21 فبراير 2020 16 | الجبيل | 0 – 1 | هجر | الجبيل                   |
| 15:00             |        |       |     | الملعب: ملعب نادي الجبيل |

| 13 مارس 2020 17 | هجر | 1 – 0 | الأخدود | الأحساء                              |
| 19:40           |     |       |         | الملعب: ملعب الأمير عبد الله بن جلوي |

| 16 مارس 2020 18 | الساحل | 0 – 0 | هجر | عنك                                    |
| 13:30           |        |       |     | الملعب: ملعب الأمير نايف بن عبد العزيز |

| 22 مارس 2020 19 | هجر | 4 – 0 | عفيف | الأحساء                              |
| 13:00           |     |       |      | الملعب: ملعب الأمير عبد الله بن جلوي |

| 31 يناير 2020 20 | وج | 1 – 1 | هجر | الطائف                 |
| 16:00            |    |       |     | الملعب: ملعب الملك فهد |

| 28 أغسطس 2020 21 | الجندل | 1 – 1 | هجر | دومة الجندل               |
| 16:00            |        |       |     | الملعب: ملعب نادي العروبة |

| 03 سبتمبر 2020 22 | هجر | 2 – 1 | الوشم | الأحساء                              |
| 19:30             |     |       |       | الملعب: ملعب الأمير عبد الله بن جلوي |

### إحصائيات
- سجّل هجر 42 هدفًا (بمعدل 1.9 في كلّ مباراة) بينما تلقّت شباكه 8 أهدافٍ فقط (بمعدل 0.36 في كل مباراة).
  - سجّل هجر 26 هدفًا في المباريات التي خاضها على أرضيّة ملعبه بينما تلقَّى 3 أهداف.
  - سجّل هجر 16 هدفًا خارج دياره وتلقَّى في مقابل ذلك 5 أهداف.
- لم يخسر هجر أيَّ مباراةٍ له في دوري الدرجة الثانيّة طوال الموسم.
  - حقَّقَ هجر خمس انتصاراتٍ على التوالي، من الجولة الثامنة حتى الثانيّة عشر.
- أكبر انتصارٍ حقّقه نادي هجر في الموسم الكرويّ 2019–20 كان خارج ميدانهِ على حسابِ نادي السد السعودي بخماسيّة نظيفة في الجولة الرابعة عشر.
  - لم يتلقَّ الفريق الأحسائي أيَّ خسارةٍ طوال الموسم الكرويّ 2019–20.

## كأس الملك

### معلومات عامة
شاركَ نادي هجر في كأس خادم الحرمين الشريفين 2019–20 لكنّه غادره مبكّرًا حيثُ أُقصي منذُ الجولة الأولى (دور الـ 32) حينما خسر أمام الرائد بثنائية نظيفة في المباراة التي أُقيمت على ملعب الأمير عبد الله بن جلويّ بمدينة الأحساء.

### قائمة المباريات
هذه هي المباراة الوحيدة التي شاركَ فيها نادي هجر في إطار مباريات كأس خادم الحرمين الشريفين.
| 10 نوفمبر 2019 دور الـ 32 | هجر | 0 – 2 | الرائد | الأحساء                              |
| 18:00                     |     |       |        | الملعب: ملعب الأمير عبد الله بن جلوي |

### إحصائيات
- خاض نادي هجر مباراة واحدة فقط في مسابقة كأس خادم الحرمين الشريفين وقد خسرها لحسابِ نادي الرائد.
- لم يتمكّن هجر من تسجيل أي هدفٍ في المباراة الواحدة التي لعبها، بينما تلقَّى هدفينِ من منافسهِ الرائد.